# Operacja Drewniana Noga
Operacja Drewniana Noga (hebr. ‏מבצע רגל עץ‎, Miwca Regel Ec, ang. Operation Wooden Leg) – izraelska operacja przeprowadzona 1 października 1985 roku, podczas której izraelskie lotnictwo zaatakowało siedzibę Organizacji Wyzwolenia Palestyny. Zbombardowana została osada Hammam asz-Szatt, leżąca 19 km od Tunisu.

## Geneza
W 25 września 1985 roku, trzech izraelskich cywili zginęło podczas ataku na jacht u wybrzeży Larnaki, na Cyprze. Do zamachu przyznała się elitarna jednostka OWP, znana jako Force 17. Rząd Izraelski zażądał natychmiastowego odwetu, na cel wybrano właśnie siedzibę organizacji w Tunisie.
Organizacja Wyzwolenia Palestyny wybrała Tunezję w 1982 roku, jako bazę do kierowania siłami podczas pierwszej wojny libańskiej.

## Atak
Nalot został przeprowadzony przez osiem myśliwców F-15 Eagle, z których część miała za zadanie zaatakować, cześć służyła jako samoloty rezerwowe, a reszta miała eskortować grupę. 1 października o siódmej rano, myśliwce wystartowały, kierując się w stronę Tunezji. Plan operacji zakładał przebycie 2060 kilometrów, czyniąc akcję podjętą przez Siły Powietrzne Izraela, mającą największy zasięg od czasów Operacji Entebbe w 1976 roku.
Nad Morzem Śródziemnym doszło do spotkania samolotów przeprowadzających nalot z Boeingiem 707 w celu tankowania. Izraelskie samoloty zrzuciły naprowadzane bomby na siedzibę OWP. Przez cały czas operacji dostępne były śmigłowce, operujące z okrętów w pobliżu Malty, w przypadku potrzeby ewakuacji zestrzelonych pilotów. Ich pomoc okazała się jednak niepotrzebna.
Siedziba OWP została zniszczona; w ataku nie ucierpiał szef organizacji Jasir Arafat, który nie przebywał w miejscu ataku. Izrael stwierdził, iż około 60 członków OWP zostało zabitych, w tym kilku liderów Force 17. Ponadto podczas nalotu zginęła nieznana liczba cywili.

## Następstwa
Atak wywołał silne oburzenie, nawet w Stanach Zjednoczonych, bliskim sojuszniku Izraela. Usprawiedliwianie ataku, mówiące o „uzasadnionej odpowiedzi” na terror, spotkało się z krytyką administracji Reagana. W wyniku przeprowadzonej operacji, ucierpiały stosunki między USA a prezydentem Tunezji, Habibem Burgibą. Doprowadziło to również do zerwania negocjacji między Izraelem i Egiptem w sprawie kontroli granicznej w miejscowości Taba.
W rezolucji 573, Rady Bezpieczeństwa Organizacji Narodów Zjednoczonych, zatwierdzonej jednogłośnie (Stany Zjednoczone wstrzymały się od głosu), potępiano atak, jako rażące naruszenie suwerenności Tunezji oraz uznano, iż zaatakowana strona ma prawo do otrzymania odpowiedniego odszkodowania.